# Harrach-Gruft zum Heiligen Kreuz

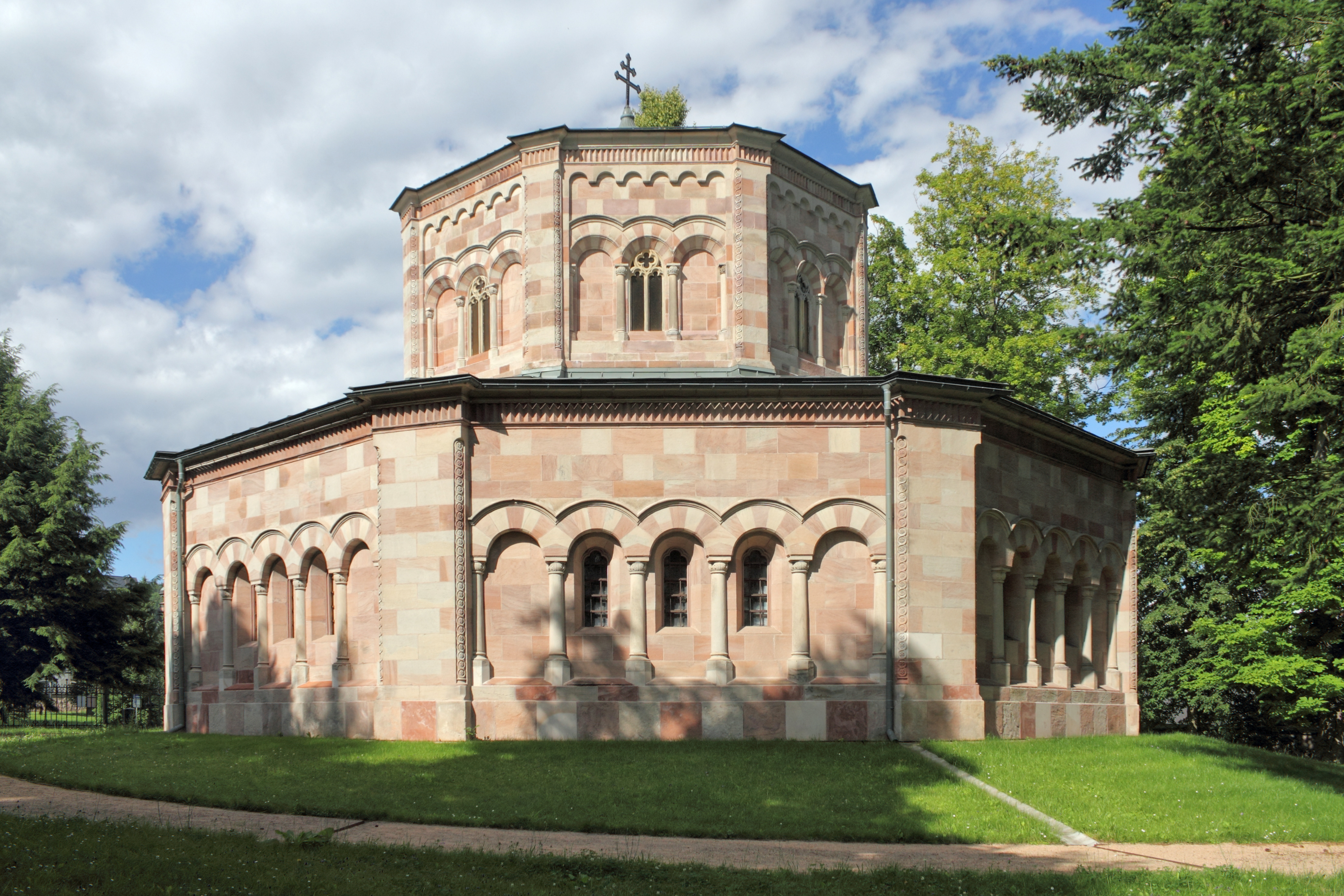
Harrach-Mausoleum in Brennei, Kreis Semil

Die Harrach-Gruft zum Heiligen Kreuz (tschechisch Harrachovská hrobka sv. Kříže) befindet sich in Horní Branná, Okres Semily in Tschechien. Sie war bis 1945 Familiengrablege der Grafen Harrach zu Rohrau und Thannhausen auf Jilemnice/Starkenbach und wird heute als Trauer- und Konzerthalle genutzt.

## Lage
Die Harrach-Gruft steht im Zentrum des Dorfes zwischen dem Schloss und der Kirche gegenüber dem Harrach-Spital an der Straße nach Jilemnice.

## Bauwerk
Das außergewöhnliche eingeschossige und denkmalgeschützte Bauwerk besteht aus zwei übereinanderliegenden oktogonalen achsgleichen Prismen. Es weist Elemente der Neoromanik und orientalischer Bauten auf. Darunter befindet sich die mit schwarzem Marmor verkleidete Krypta mit den Särgen der Grafen Harrach zu Rohrau und Thannhausen, in der auf Tafeln in Goldschrift die Namen und Titel der Beigesetzten eingelassen wurden.

## Geschichte
1840 ließ der Besitzer der Familienfideikommissherrschaft Jilemnice/Starkenbach, Franz Ernst Graf Harrach zu Rohrau und Thannhausen (1799–1884), gegenüber dem Spital den Grundstein für eine neue Familiengrablege legen. Nach 30-jähriger Bauzeit wurde die Gruft am 4. September 1870 geweiht. 1875 erfolgte die Umbettung der Särge aus der seit dem Ende des 17. Jahrhunderts als Grabkapelle genutzten Spitalkapelle St. Alois. 1884 erfolgte die Beisetzung des in Nizza verstorbenen Bauherren Franz Ernst Graf Harrach. Mit einem großen  Trauerzug an dem acht Fürsten und weitere Adlige aus dem Grafen- und Freiherrnstand sowie die Einwohnerschaft der gesamten Umgebung teilnahmen wurde sein Leichnam vom Schloss zur Gruft überführt.
Eine ebenso prunkvolle Trauerfeier erhielt 1909 Johann Nepomuk von Harrach, zu dieser reisten mit einem Sonderzug aus Prag der Prager Oberbürgermeister sowie weitere Persönlichkeiten des öffentlichen Lebens an.